# حدوتة منسية (مسلسل)
حدوتة منسية هو مسلسل مصري تم عرضه في 27 يناير 2024 وهو بطولة سوسن بدر، أحمد فهيم، محمود حجازي وبعض من النجوم. على سي بي سي وعرضه في رمضان 2024 على إتش تي في.

## القصة
تدور الأحداث في إطار درامي حيث يتناول العمل قصة امرأة تمتلك مصنع رخام، والتي تجد نفسها في مواقف صعبة، وعليها مواجهة كل شيء في ظل وجود زوجها، وتتوالى الأحداث.